# Gran Vilaya
Gran Vilaya est un complexe archéologique composé de nombreux vestiges et ruines, répartis sur une vaste zone dans la vallée du Río Utcubamba dans la province de Luya du département d'Amazonas au nord du Pérou, à environ 30 km à l'ouest de Chachapoyas la capitale du département,,.
Douglas "Gene" Savoy (1927-2007), un explorateur américain, a découvert et nommé le complexe en 1985. Situé environ 23 km au nord-ouest de la forteresse de Kuélap, il est caractérisé par des ruines de constructions, tels que des escaliers, des bâtiments nommés "la Pirquilla", "Cacahuasha", "le mortier", "l'évêque", "Paxamarca", "Lanche" ou "le Secret". 
Il y a de 15 à 30 sites principaux et des centaines de sites plus petits. Tout ce complexe date de la culture pré-inca Chachapoyas « les guerriers des nuages » qui occupaient le nord du Pérou actuel du IXe au XVe siècle.
On estime qu'environ 5000 bâtiments existent dans la région de Gran Vilaya, certains circulaires et d'autres rectangulaires, tous construits en calcaire local avec des formes géométriques en relief sur les murs de beaucoup, représentant des humains et des animaux tels que le serpent, le condor ou le puma ornés de motifs en zigzag ou en forme de diamant pour leurs yeux.
La zone a été déclarée patrimoine culturel de la nation par décret n°196 de l'INC en 2003.